# Ligue A (femminile)
La Ligue A, massima divisione del campionato francese, è una competizione pallavolistica per squadre di club francesi femminili, organizzata con cadenza annuale dalla LNV.

## Edizioni
| Dal 1940 al 1983 la competizione è denominata Nationale 1  |                          |                    |                  |               |               |
| 1940-41 Dettagli                                           | Villa Primerose Bordeaux | -                  | -                |               |               |
| 1941-42 Dettagli                                           | Villa Primerose Bordeaux | -                  | -                |               |               |
| 1942-43 Dettagli                                           | AS Cannes                | -                  | -                |               |               |
| 1943-44                                                    | Non disputato            | Non disputato      | Non disputato    | Non disputato | Non disputato |
| 1944-45 Dettagli                                           | Paris UC                 | -                  | -                |               |               |
| 1945-46 Dettagli                                           | RC de France             | -                  | -                |               |               |
| 1946-47 Dettagli                                           | RC de France             | -                  | -                |               |               |
| 1947-48 Dettagli                                           | AS Cannes                | -                  | -                |               |               |
| 1948-49 Dettagli                                           | Montpellier              | -                  | -                |               |               |
| 1949-50 Dettagli                                           | Montpellier              | -                  | -                |               |               |
| 1950-51 Dettagli                                           | RC de France             | -                  | -                |               |               |
| 1951-52 Dettagli                                           | Montpellier              | -                  | -                |               |               |
| 1952-53 Dettagli                                           | RC de France             | -                  | -                |               |               |
| 1953-54 Dettagli                                           | RC de France             | -                  | -                |               |               |
| 1954-55 Dettagli                                           | RC de France             | -                  | -                |               |               |
| 1955-56 Dettagli                                           | RC de France             | -                  | -                |               |               |
| 1956-57 Dettagli                                           | Montpellier              | -                  | -                |               |               |
| 1957-58 Dettagli                                           | Montpellier              | -                  | -                |               |               |
| 1958-59 Dettagli                                           | Montpellier              | -                  | -                |               |               |
| 1959-60 Dettagli                                           | Stade Français           | -                  | -                |               |               |
| 1960-61 Dettagli                                           | Tourcoing                | -                  | -                |               |               |
| 1961-62 Dettagli                                           | Montpellier              | -                  | -                |               |               |
| 1962-63 Dettagli                                           | Tourcoing                | -                  | -                |               |               |
| 1963-64 Dettagli                                           | Tourcoing                | -                  | -                |               |               |
| 1964-65 Dettagli                                           | RC de France             | -                  | -                |               |               |
| 1965-66 Dettagli                                           | RC de France             | -                  | -                |               |               |
| 1966-67 Dettagli                                           | Paris UC                 | RC Cannes          | -                |               |               |
| 1967-68 Dettagli                                           | Paris UC                 | RC Cannes          | -                |               |               |
| 1968-69 Dettagli                                           | Paris UC                 | -                  | -                |               |               |
| 1969-70 Dettagli                                           | ASPTT Montpellier        | -                  | -                |               |               |
| 1970-71 Dettagli                                           | ASPTT Montpellier        | -                  | -                |               |               |
| 1971-72 Dettagli                                           | ASPTT Montpellier        | RC Cannes          | -                |               |               |
| 1972-73 Dettagli                                           | ASPTT Montpellier        | -                  | -                |               |               |
| 1973-74 Dettagli                                           | ASPTT Montpellier        | -                  | -                |               |               |
| 1974-75 Dettagli                                           | ASPTT Montpellier        | ASUL Lyon          | Paris UC         |               |               |
| 1975-76 Dettagli                                           | ASUL Lyon                | ASPTT Montpellier  | -                |               |               |
| 1976-77 Dettagli                                           | ASPTT Montpellier        | ASUL Lyon          | Paris UC         |               |               |
| 1977-78 Dettagli                                           | Paris UC                 | -                  | -                |               |               |
| 1978-79 Dettagli                                           | ASUL Lyon                | -                  | -                |               |               |
| 1979-80 Dettagli                                           | ASUL Lyon                | Clamart            | Tourcoing        |               |               |
| 1980-81 Dettagli                                           | Clamart                  | -                  | -                |               |               |
| 1981-82 Dettagli                                           | Clamart                  | INSEP              | Paris UC         |               |               |
| 1982-83 Dettagli                                           | Clamart                  | -                  | -                |               |               |
| Dal 1983 al 1997 la competizione è denominata Nationale 1A |                          |                    |                  |               |               |
| 1983-84 Dettagli                                           | Clamart                  | CASG Paris         | -                |               |               |
| 1984-85 Dettagli                                           | Clamart                  | CASG Paris         | Stade Français   |               |               |
| 1985-86 Dettagli                                           | Clamart                  | RC de France       | VGA Saint-Maur   |               |               |
| 1986-87 Dettagli                                           | RC de France             | Clamart            | Stade Français   |               |               |
| 1987-88 Dettagli                                           | RC de France             | -                  | -                |               |               |
| 1988-89 Dettagli                                           | RC de France             | -                  | -                |               |               |
| 1989-90 Dettagli                                           | RC de France             | RC Cannes          | Courrières Sport |               |               |
| 1990-91 Dettagli                                           | RC de France             | Riom               | -                |               |               |
| 1991-92 Dettagli                                           | RC de France             | Riom               | RC Cannes        |               |               |
| 1992-93 Dettagli                                           | Riom                     | Saint-Raphaël      | ASPTT Mulhouse   |               |               |
| 1993-94 Dettagli                                           | Riom                     | RC Cannes          | ASPTT Mulhouse   |               |               |
| 1994-95 Dettagli                                           | RC Cannes                | Riom               | Villebon         |               |               |
| 1995-96 Dettagli                                           | RC Cannes                | Riom               | Villebon         |               |               |
| 1996-97 Dettagli                                           | Riom                     | RC Cannes          | ASPTT Mulhouse   |               |               |
| Dal 1997 al 2009 la competizione è denominata Pro A        |                          |                    |                  |               |               |
| 1997-98 Dettagli                                           | RC Cannes                | ASPTT Mulhouse     | Villebon         |               |               |
| 1998-99 Dettagli                                           | RC Cannes                | ASPTT Mulhouse     | USSP Albi        |               |               |
| 1999-00 Dettagli                                           | RC Cannes                | Villebon           | Rochettoise      |               |               |
| 2000-01 Dettagli                                           | RC Cannes                | Villebon           | La Rochette      |               |               |
| 2001-02 Dettagli                                           | RC Cannes                | Villebon           | La Rochette      |               |               |
| 2002-03 Dettagli                                           | RC Cannes                | Villebon           | ASPTT Mulhouse   |               |               |
| 2003-04 Dettagli                                           | RC Cannes                | La Rochette        | Riom             |               |               |
| 2004-05 Dettagli                                           | RC Cannes                | Villebon           | La Rochette      |               |               |
| 2005-06 Dettagli                                           | RC Cannes                | La Rochette        | Béziers Gazélec  |               |               |
| 2006-07 Dettagli                                           | RC Cannes                | ASPTT Mulhouse     | USSP Albi        |               |               |
| 2007-08 Dettagli                                           | RC Cannes                | ASPTT Mulhouse     | USSP Albi        |               |               |
| 2008-09 Dettagli                                           | RC Cannes                | ASPTT Mulhouse     | Le Cannet        |               |               |
| Dal 2009 la competizione è denominata Ligue A              |                          |                    |                  |               |               |
| 2009-10 Dettagli                                           | RC Cannes                | ASPTT Mulhouse     | Le Cannet        |               |               |
| 2010-11 Dettagli                                           | RC Cannes                | ASPTT Mulhouse     | Le Cannet        |               |               |
| 2011-12 Dettagli                                           | RC Cannes                | ASPTT Mulhouse     | Béziers          |               |               |
| 2012-13 Dettagli                                           | RC Cannes                | Béziers            | ASPTT Mulhouse   |               |               |
| 2013-14 Dettagli                                           | RC Cannes                | Nantes             | -                |               |               |
| 2014-15 Dettagli                                           | RC Cannes                | Le Cannet          | -                |               |               |
| 2015-16 Dettagli                                           | Saint-Raphaël            | RC Cannes          | -                |               |               |
| 2016-17 Dettagli                                           | ASPTT Mulhouse           | Le Cannet          | -                |               |               |
| 2017-18 Dettagli                                           | Béziers                  | RC Cannes          | -                |               |               |
| 2018-19 Dettagli                                           | RC Cannes                | Nantes             | -                |               |               |
| 2019-20 Dettagli                                           | Non assegnata            | Non assegnata      | Non assegnata    |               |               |
| 2020-21 Dettagli                                           | ASPTT Mulhouse           | Béziers            | Nantes           |               |               |
| 2021-22 Dettagli                                           | Volero Le Cannet         | ASPTT Mulhouse     | -                |               |               |
| 2022-23 Dettagli                                           | Volero Le Cannet         | Mulhouse           | -                |               |               |
| 2023-24 Dettagli                                           | Levallois Paris          | Neptunes de Nantes | -                |               |               |

## Palmarès
| Squadra                  | Titolo | Edizione |
| ------------------------ | ------ | --- |
| RC Cannes                | 21     | 1994-95, 1995-96, 1997-98, 1998-99, 1999-00, 2000-01, 2001-02, 2002-03, 2003-04, 2004-05, 2005-06, 2006-07, 2007-08, 2008-09, 2009-10, 2010-11, 2011-12, 2012-13, 2013-14, 2014-15, 2018-19 |
| RC de France             | 15     | 1945-46, 1946-47, 1950-51, 1952-53, 1953-54, 1954-55, 1955-56, 1964-65, 1965-66, 1986-87, 1987-88, 1988-89, 1989-90, 1990-91, 1991-92                                                       |
| Montpellier              | 7      | 1948-49, 1949-50, 1951-52, 1956-57, 1957-58, 1958-59, 1961-62 |
| ASPTT Montpellier        | 7      | 1969-70, 1970-71, 1971-72, 1972-73, 1973-74, 1974-75, 1976-77 |
| Clamart                  | 6      | 1980-81, 1981-82, 1982-83, 1983-84, 1984-85, 1985-86 |
| Paris UC                 | 5      | 1944-45, 1966-67, 1967-68, 1968-69, 1977-78 |
| Tourcoing                | 3      | 1960-61, 1962-63, 1963-64 |
| ASUL Lyon                | 3      | 1975-76, 1978-79, 1979-80 |
| Riom                     | 3      | 1992-93, 1993-94, 1996-97 |
| Villa Primerose Bordeaux | 2      | 1940-41, 1941-42 |
| AS Cannes                | 2      | 1942-43, 1947-48 |
| Mulhouse                 | 2      | 2016-17, 2020-21 |
| Volero Le Cannet         | 2      | 2021-22, 2022-23 |
| Stade Français           | 1      | 1959-60 |
| Saint-Raphaël            | 1      | 2015-16 |
| Béziers                  | 1      | 2017-18 |
| Levallois Paris          | 1      | 2023-24 |